# 美江神社
美江神社（みえじんじゃ）は、岐阜県瑞穂市美江寺にある神社。
中山道美江寺宿にある。かつてはこの地に天台宗の寺院である美江寺が存在した。この美江寺は1549年（天文8年）、斎藤道三の稲葉山城の築城時に、城の裏鬼門を守護するために移築している（現在の岐阜市美江寺）。美江神社の境内にある美江寺観音は、1567年（永禄10年）、織田信長の命で建立されたものである。

## 沿革
- 創建時期は不明。平安時代の美濃国神名帳によれば、「正六位上　美江明神」となっている。美江寺の鎮守と推測される。
- 1549年（天文8年）、美江寺が稲葉山城下に移転されたが、美江明神はこの時に、一時廃れたと考えられている。
- 1566年（永禄9年）、美濃国本巣郡十四条村（現本巣市十四条）より権現を分祀する。熊野権現社に改称する。
- 1868年（慶応4年）に熊野神社に改称し、1881年（明治14年）に美江神社に改称する。
- 1914年（大正3年）、美江寺城址に鎮座していた八幡神社、神明神社を合祀する。

## 祭神
祭神ははっきりとしていない。2つの説がある。
- 伊邪那美

永禄9年に十四条村から分祀されたのは白山権現と伝えられている。これを根拠にして岐阜県神社明細帳には、伊邪那美が祭神とされている。
- 熊野権現（家都美御子大神、熊野速玉大神、熊野夫須美大神）

永禄9年に十四条村から分祀された後、熊野権現社を名乗っており、江戸時代も熊野権現と呼ばれ、明治14年に美江神社に改称するまでは熊野神社ということから、熊野三社の主神が祭神とされている。

## 文化財
瑞穂市指定有形文化財
- 陶磁のこま犬[1]

## 所在地
- 岐阜県瑞穂市美江寺917

岐阜県道92号岐阜巣南大野線の沿線の美江寺交差点前に位置する。

## 交通機関
- 樽見鉄道美江寺駅より徒歩8分
- みずほバス鷺田・船木線「美江寺駅」バス停下車、徒歩8分

## その他
- 境内には八幡神社、美江寺観音があり、中山道美江寺宿跡の石碑がある。
- 美江神社前はT字交差点となっており、中山道はここから南に方向を変える。